# Echt-Susteren
Echt-Susteren (limburguès Ech-Zöstere) és un municipi de la província de Limburg, al sud-est dels Països Baixos. L'1 de gener del 2009 tenia 32.158 habitants repartits sobre una superfície de 104,60 km² (dels quals 1,49 km² corresponen a aigua). Limita al nord amb Maasgow i Roerdalen, a l'oest amb Maaseik, a l'est amb Waldfeucht i al sud amb Sittard-Geleen i Selfkant.

## Centres de població
| Nucli        | Població |
| ------------ | -------- |
| Echt         | 7.757    |
| Susteren     | 7.384    |
| Pey / Slek   | 6.703    |
| Nieuwstadt   | 3.345    |
| Koningsbosch | 1.696    |
| Roosteren    | 1.568    |
| Sint Joost   | 1.529    |
| Maria-Hoop   | 1.390    |
| Dieteren     | 828      |

## Administració
El consistori municipal consta de 23 membres, format des del 2006 per:
- Lijst Samenwerking, 6 regidors
- CDA, 5 regidors
- Algemeen Belang, 5 regidors
- PvdA, 2 regidors
- GroenLinks, 2 regidors
- Democraten Echt-Susteren: 2 regidors
- VVD, 1 regidor